# Руттер Олександр Михайлович
Олександр Михайлович Руттер  — радянський діяч, дипломат, голова виконавчого комітету Тульчинської, Гайсинської та Проскурівської окружних рад, керуючий справами ЦК КП(б) України. Член ВУЦВК.

## Життєпис
Член РКП(б) з 1918 року.
У 1922—1923 роках — голова Криворізької міської ради Катеринославської губернії.
У 1923—1924 роках — голова виконавчого комітету Тульчинської окружної ради Подільської губернії.
У 1924 — березні 1925 року — голова виконавчого комітету Гайсинської окружної ради Подільської губернії.
У березні 1925 — 1926 року — голова виконавчого комітету Проскурівської окружної ради.
На 1927—1928 роках — керуючий справами ЦК КП(б) України.
У лютому 1930 — після 1932 року — заступник постійного представника РНК Української РСР при РНК СРСР.
Потім перебував на дипломатичній роботі.
У серпні 1934 — лютому 1936 року — генеральний консул СРСР у Карсі (Туреччина).
З 1936 року — генеральний консул СРСР у Тебрізі (Іран).
Автор роману «Арати» про життя в Монгольській Народній Республіці (виданого в 1946 році в Москві).